# Liste der denkmalgeschützten Objekte in Edelschrott
Die Liste der denkmalgeschützten Objekte in Edelschrott enthält die 6 denkmalgeschützten, unbeweglichen Objekte der österreichischen Gemeinde Edelschrott im steirischen Bezirk Voitsberg.

## Denkmäler
| Foto |                 | Denkmal                                                                                     | Standort                                              | Beschreibung | Metadaten |
| ---- | --------------- | ------------------------------------------------------------------------------------------- | ----------------------------------------------------- | --- | --- |
| ja   | Datei hochladen | Ströhberne Brücke HERIS-ID: 102641seit 2021                                                 | bei Mittlerer Herzogberg 227 Standort KG: Edelschrott | Die Balkenbrücke ist mit Stroh gedeckt (daher der Name), ersetzte 1816 eine seit dem 17. Jahrhundert bestehende Vorläuferin ähnlicher Konstruktion und wurde 1949 an den jetzigen Ort transloziert. | BDA-Hist.: Q30247496 Status: Bescheid Stand der BDA-Liste: 2025-06-30 Name: Ströhberne Brücke GstNr.: 404/5, 400/10, 1168 Ströhberne Bruck’n                              |
| ja   | Datei hochladen | Pfarrhof HERIS-ID: 102635 Objekt-ID: 119083                                                 | Packer Straße 1 Standort KG: Edelschrott              | | BDA-Hist.: Q37791101 Status: § 2a Stand der BDA-Liste: 2025-06-30 Name: Pfarrhof GstNr.: .8/1                                                                             |
| ja   | Datei hochladen | Kath. Pfarrkirche hl. Laurentius und ehem. Friedhofsfläche HERIS-ID: 51012 Objekt-ID: 56557 | bei Packer Straße 38 Standort KG: Edelschrott         | → Hauptartikel : Pfarrkirche Edelschrott f1 | BDA-Hist.: Q18629824 Status: § 2a Stand der BDA-Liste: 2025-06-30 Name: Kath. Pfarrkirche hl. Laurentius und ehem. Friedhofsfläche GstNr.: .17/1 Pfarrkirche Edelschrott  |
| ja   | Datei hochladen | Kath. Filialkirche hl. Hemma und ehem. Friedhofsfläche HERIS-ID: 102639 Objekt-ID: 119087   | vor Oberer Kreuzberg 740a Standort KG: Kreuzberg      | → Hauptartikel : Filialkirche St. Hemma am Kreuzberg f1 | BDA-Hist.: Q18624099 Status: § 2a Stand der BDA-Liste: 2025-06-30 Name: Kath. Filialkirche hl. Hemma und ehem. Friedhofsfläche GstNr.: .108, 810 Filialkirche Sankt Hemma |
| ja   | Datei hochladen | Kath. Pfarrkirche hl. Veit und Friedhof HERIS-ID: 51668 Objekt-ID: 57387                    | Modriach Standort KG: Modriach                        | Die Pfarrkirche hl. Veit ist von einer steinernen Kirchhofmauer umgeben. Urkundlich erstmals 1245 erwähnt, war die Kirche bis 1786 eine Filialkirche der Packer Pfarre. Neubau 1716, Brand 1832, Innenrestaurierung 1964. Der vierjochige Raum schließt mit einem Halbkreisschluss, das Gebäude ist mit einem stuckverzierten Kreuzgewölbe auf Gurten gedeckt. Die dreiachsige Westempore hat eine im Mittelteil vorschwingende Brüstung und trägt das Kreuzgewölbe auf rechteckigen Pfeilern. Der gedrungene, leicht eingestellte, viergeschoßige Westturm stammt in seinen unteren drei Geschoßen aus der Gotik, oben trägt er einen Spitzhelm. Der Hochaltar stammt aus der Zeit von 1730–1740, der Tabernakel gegen 1800. Das Altarblatt zeigt das Martyrium des Kirchenpatrons und ist mit J. V. Hauck bezeichnet. Der Leonhardaltar stammt von 1711, der Kreuzaltar mit Kruzifix und Schmerzhafter Maria aus der 2. Hälfte des 18. Jahrhunderts. Mehrere barocke Statuen, darunter ein hl. Florian vom Ende des 17. Jahrhunderts. Die Orgel stammt aus dem Jahre 1704 mit Wangen aus dem Rokoko des 3. Viertels des 18. Jahrhunderts. | BDA-Hist.: Q20190379 Status: § 2a Stand der BDA-Liste: 2025-06-30 Name: Kath. Pfarrkirche hl. Veit und Friedhof GstNr.: .6 Pfarrkirche Modriach                           |
| ja   | Datei hochladen | ehem. Pfarrhof HERIS-ID: 37306 Objekt-ID: 36406                                             | Modriach 4 Standort KG: Modriach                      | Der ehemalige Pfarrhof stammt aus dem 18. Jahrhundert. Unter einem Walmdach finden sich verputzte Fensterumrahmungen und in Stuckzierrat aufgesetzte Embleme aus der Zeit um 1720/30. Überdeckter Stiegenaufgang an der Vorderfront. | BDA-Hist.: Q37974896 Status: Bescheid Stand der BDA-Liste: 2025-06-30 Name: ehem. Pfarrhof GstNr.: .1                                                                     |